# Darwil
Die Firma Darwil war ein Schweizer Uhrenhersteller mit Sitz in Vacallo im Kanton Tessin, der in den 1960er Jahren sehr flache Armbanduhren (Typbezeichnung Special flat) produzierte.
Der Uhrenhersteller Darwil war einer der wenigen Produzenten, welcher im Tessin beheimatet war. Es wurden hauptsächlich Uhrwerke der Manufaktur Fontainemelon (FHF) verbaut, z. B. das Kaliber 905-FHF (43h Gangreserve). Die Darwil Uhren waren eine Zeit lang ein gängiges Geschenk der Eidgenossenschaft an Staatsangestellte, die in den Ruhestand gingen.
Der Markenname Darwil wurde im Jahr 1992 vom Schweizer Uhrenhersteller Montres Choisi in Biel übernommen; diese Firma ist 2013 nach einem Konkursverfahren erloschen.